# Lilo Milchsack

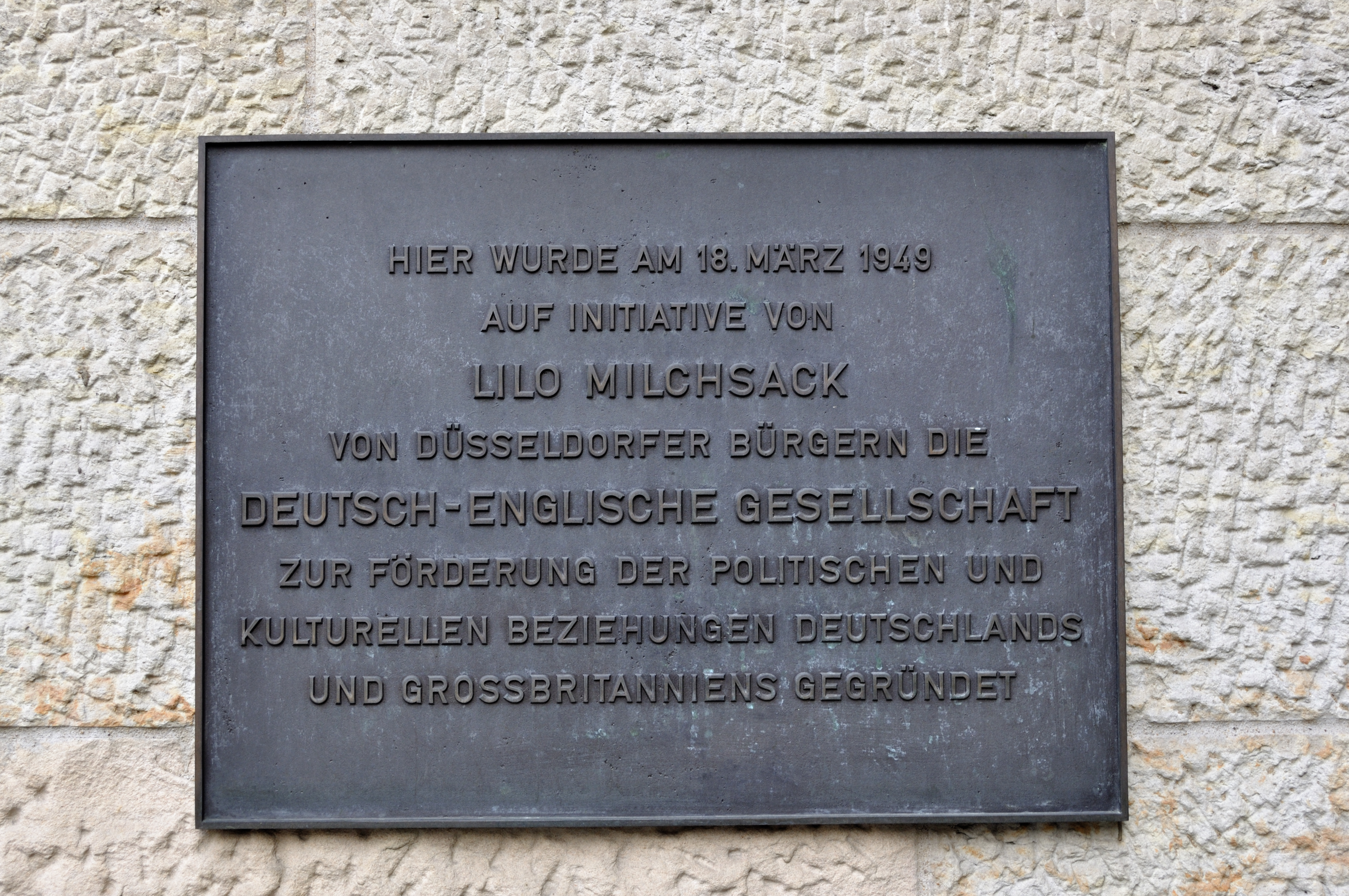
Gedenktafel zur Erinnerung an Lilo Milchsack und die von ihr gegründete Gesellschaft am Carsch-Haus in der Düsseldorfer Altstadt, enthüllt am 18. März 2002

Lisalotte „Lilo“ Milchsack, DCMG, CBE (* 27. Mai 1905 in Frankfurt am Main als Lisalotte Duden; † 7. August 1992 in Düsseldorf), gründete am 18. März 1949 in Düsseldorf die Gesellschaft für kulturellen Austausch mit England, die 1951 in Deutsch-Englische Gesellschaft und 2001 in Deutsch-Britische Gesellschaft umbenannt wurde. Dieser Gesellschaft gelang es unter ihrem Vorsitz, die seit 1950 alljährlich stattfindende Königswinterer Konferenz (englisch Königswinter Conference) zu etablieren, ein bedeutendes Gesprächsforum für den deutsch-britischen Dialog nach dem Zweiten Weltkrieg, das die Gesellschaft zur wichtigsten Nichtregierungsorganisation der britisch-deutschen Beziehungen machte.

## Leben
Milchsack wurde als Lisalotte Duden 1905 in Frankfurt am Main geboren. Ihr Vater war der Chemiker Paul Duden, ihr Großvater der Sprachforscher Konrad Duden. An den Universitäten von Frankfurt, Genf und Amsterdam studierte sie Geschichte und entwickelte eine internationalistische Grundhaltung. Sie heiratete den Duisburger Reeder Hans Milchsack (1904–1984), mit dem sie zwei Töchter hatte. Hans Milchsack gehörte am 26. Januar 1932 zu den wenigen Personen, die während Hitlers Rede vor dem Industrie-Club Düsseldorf den Saal des Parkhotels Düsseldorf aus Protest verließen. Lilo Milchsack fiel in den 1930er Jahren dadurch auf, dass sie Londoner Geschäftsfreunde ihres Mannes von ihrer ablehnenden Haltung gegenüber Adolf Hitler zu überzeugen suchte, was sie in den Augen von einigen dieser Personen zu einer „Verräterin an Deutschland“ machte. In London geriet Lilo Milchsack auch in Konflikt mit der NS-freundlichen Anglo-German Fellowship, die als Schwesterorganisation der NS-geleiteten Deutsch-Englischen Gesellschaft (DEG) damals versuchte, das Vereinigte Königreich für ein Bündnis mit dem nationalsozialistischen Deutschen Reich zu erwärmen. Den Zweiten Weltkrieg überstand das Ehepaar Milchsack, das mit dem in Düsseldorf-Kaiserswerth wohnenden Schriftsteller Herbert Eulenberg befreundet war, in der „inneren Emigration“ in Wittlaer bei Düsseldorf, wo es seit 1933 wohnte und wo die britische Besatzungsmacht nach dem Zweiten Weltkrieg Hans Milchsack als Bürgermeister einsetzte. Zwangsarbeiter, die während der deutschen Besetzung der Niederlande einem niederländischen Betrieb Hans Milchsacks zugewiesen und dort gut behandelt worden waren, sollen die Briten auf ihn als unbelastete und vertrauenswürdige Person für den politischen Wiederaufbau aufmerksam gemacht haben.
Angetrieben durch ihre Anglophilie und begünstigt durch die neue Funktion ihres Mannes sowie ihre englischen Sprachkenntnisse konnte Lilo Milchsack seit dem Frühjahr 1945 Kontakte zu britischen Besatzungsoffizieren anknüpfen. Insbesondere lernte sie den für Reeducation zuständigen Educational Advisor Robert Birley kennen, der ihr Anliegen einer deutsch-britischen Verständigung maßgeblich förderte. 1948 nahm Lilo Milchsack an einer Reise deutscher Frauen nach Norwich und Cambridge teil, die das britische Außenministerium finanziert hatte. Am 18. März 1949 gründete Lilo Milchsack – gemeinsam mit Theo Albeck, Anne Franken, Prof. Haas, Prof. Emil Lehnartz, Georg Muche und Dietrich Stein – im Düsseldorfer Carsch-Haus, wo damals die Räumlichkeiten des britischen Kulturzentrums „Die Brücke“ zur Verfügung standen, die Gesellschaft für kulturellen Austausch mit England e. V. 1950 organisierte diese Gesellschaft, die sich im Folgejahr in Deutsch-Englische Gesellschaft umbenannte, die sogenannte Königswinterer Konferenz im Adam-Stegerwald-Haus in Königswinter bei Bonn, finanziell unterstützt durch Hans Milchsack, den „paymaster“ der Veranstaltung. Die im Deutschen alternativ auch Königswinter-Konferenz oder im Englischen Königswinter Conference genannte Veranstaltung war von Anfang an als ein Gesprächsforum der unabhängigen, überparteilichen und ehrenamtlichen Kontaktpflege zwischen Akteuren der deutschen und britischen Gesellschaft gedacht und begründete so einen neuen politischen Dialog zwischen Deutschland und Großbritannien, an dem neben Parlamentariern, Diplomaten, Journalisten und Wissenschaftlern bald Spitzenpolitiker aus beiden Ländern regelmäßig teilnahmen, auf deutscher Seite etwa Richard von Weizsäcker, Helmut Schmidt, Hans-Dietrich Genscher und Kurt Biedenkopf, auf britischer Seite etwa Roy Jenkins, Edward Heath und Douglas Hurd. Unter dem Dach der Gesellschaft und ihrer Düsseldorfer, später Bonner, zuletzt Berliner Hauptgeschäftsstelle wurden vielerorts regionale Gruppen und Netzwerke gegründet. 1982 gab Lilo Milchsack den Vorsitz der Deutsch-Englischen Gesellschaft an Karl-Günther von Hase weiter.
In einer Rede am 29. März 1990 hob die britische Premierministerin Margaret Thatcher bei der Königswinter-Konferenz im St Catharine’s College in Cambridge das Lebenswerk von Lilo Milchsack als „marvellous work“ und sie persönlich als „moving spirit of Konigswinter“ hervor. Bei seiner Grabrede sah der Historiker Wolfgang J. Mommsen in Lilo Milchsacks Wirken eine „unverwechselbare Spur in der deutschen und englischen Nachkriegsgeschichte“, der er einen „bleibenden Charakter“ zuwies. Der britische Journalist und Politiker Bill Deedes würdigte Lilo Milchsack 2004 als „one of the architects of post-war Europe“. Der britische Verleger und Politiker Nigel Nicolson bezeichnete sie als Heldin und als „one of the most remarkable women of my generation“.

## Ehrungen
- Honorary Commander des Order of the British Empire (CBE, 1958)
- Großes Bundesverdienstkreuz (1959)[19]
- Honorary Commander des Order of St. Michael and St. George (CMG, 1968)
- Honorary Dame Commander des Order of St. Michael and St. George (DCMG, 1972)
- Theodor-Heuss-Medaille (1979)
- Ehrenvorsitzende der Deutsch-Englischen Gesellschaft (1982)
- Großes Bundesverdienstkreuz mit Stern (1985)[20]